# Skandinavisk og russisk nåleskov
De skandinaviske og russiske nåleskove en sammenhængende økoregion, som dækker Skandinavien, Finland og de nordlige dele af det europæiske Rusland. På dette område er skovene den potentielle vegetation, og de beskrives ofte som skovtundra. Skovene udgør en del af det palæarktiske biom boreal nåleskov.

## Biodiversitet
De fennoskandiske og nordrussiske landskaber er formet af de mange istider. Bjergene er afrundede, og dalene er brede med talrige søer og vandløb. Nedbøren er rigelig, og klimaet er forholdsvis mildt på grund af Golfstrømmen. Det skaber tilsammen en mosaik af plantesamfund med både nåleskove og åbne skovtundraer. Områderne er opholdssted for store skarer af trækfugle, som benytter sig af det rige insektliv og de lange dage.

## Dominerende plantearter

### Træer
- Grå-El (Alnus incana)
- Dun-Birk (Betula pubescens)
- Rødgran (Picea abies)
- Skov-Fyr (Pinus sylvestris)
- Bævre-Asp (Populus tremula)
- Almindelig Hæg (Prunus padus)
- Almindelig Røn (Sorbus aucuparia)

### Buske
- Dværg-Birk (Betula nana)
- Arktisk Alperose (Rhododendron lapponicum)
- Laplands-Pil (Salix lapponum)
- Almindelig Blåbær (Vaccinium myrtillus)
- Tyttebær (Vaccinium vitis-idaea)

### Urter
- Dovre-Bynke (Artemisia norvegica)
- Almindelig Rypelyng (Dryas octopetala)
- Plettet Gøgeurt (Dactylorhiza maculata)
- Purpur-Ensian (Gentiana purpurea)
- Almindelig Kællingetand (Lotus corniculatus)
- Alpe-Tjærenellike (Lychnis alpina)
- Sibirisk Valmue (Papaver nudicaule)
- Fjeld-Valmue (Papaver radicatum)
- Rosenrod (Rhodiola rosea)
- Purpur-Stenbræk (Saxifraga oppositifolia)
- Bredbladet Timian (Thymus pulegioides)

## Dominerende dyrearter
- Los (Lynx lynx)
- Ren (Rangifer tarandus)
- Brun Bjørn (Ursus arctos)
- Ræv (Vulpes vulpes)
- Elg (Alces alces)

62°40′16″N 35°32′20″Ø / 62.671169°N 35.539005°Ø